# De libero arbitrio
De libero arbitrio voluntatis (Sobre o Livre-Arbítrio da Vontade), frequentemente abreviado para De libero arbitrio, é um livro de Agostinho de Hipona que busca resolver o problema do mal no Cristianismo ao afirmar que o livre-arbítrio é a causa de todo sofrimento. O primeiro de seus três volumes foi concluído em 388; o segundo e o terceiro foram escritos entre 391 e 395. A obra é estruturada como um diálogo entre Agostinho e seu companheiro Evódio; aborda diversos temas e inclui uma tentativa de provar a existência de Deus.
Destinado também a refutar o maniqueísmo, De libero arbitrio negava a responsabilidade de Deus pelo pecado e enfatizava a liberdade e responsabilidade humana. Como resultado, a obra foi associada ao pelagianismo, outra doutrina que Agostinho considerava herética; ele posteriormente defendeu o trabalho suavizando sua mensagem libertária. No século XIII, Tomás de Aquino expandiu as ideias políticas expressas neste livro, sendo creditado por popularizar a afirmação de Agostinho de que uma lei injusta não é lei.

## Desenvolvimento
Antes de sua conversão ao cristianismo, Agostinho havia sido adepto do maniqueísmo, que ensinava que o princípio do bem, Deus, era eternamente oposto por um poderoso princípio do mal. Essa cosmologia dualista buscava explicar a presença do mal no mundo como resultado do conflito entre essas duas divindades. Agostinho, no entanto, não ficou satisfeito com essa explicação e eventualmente se afastou do maniqueísmo para ser batizado na Igreja Católica em 387 d.C. De libero arbitrio, iniciado mais tarde no mesmo ano, foi uma tentativa de encontrar uma nova solução para o problema do mal, preservando o monoteísmo cristão e afirmando a bondade e onipotência de Deus. Esta foi uma das várias obras antimaniqueístas escritas por Agostinho nesse período, parcialmente em uma tentativa deliberada de se distanciar de suas crenças anteriores.
O primeiro volume do livro foi concluído em 388, enquanto Agostinho vivia em Roma; o segundo e terceiro volumes foram escritos entre 391 e 395, após ele ter sido ordenado sacerdote na África. A obra foi vagamente baseada em conversas reais que Agostinho teve com seu amigo e correspondente Evódio, que é feito o segundo personagem no diálogo. No entanto, o formato de diálogo é seguido de forma inconsistente, e Evódio desaparece de vista em grande parte do terceiro volume, enquanto Agostinho se entrega a uma série de longos monólogos que antecipam os métodos de suas obras posteriores.

## Resumo

### Livro Um
Na primeira parte, o diálogo começa com Evódio perguntando a Agostinho "se Deus não é a causa do mal". Em resposta, Agostinho primeiro distingue entre o mal que é feito e o mal que é sofrido; o último é causado por Deus como punição pelo pecado, mas Deus não é a causa do próprio pecado. Não seria justo que Deus punisse os pecadores se eles não pecassem por sua própria vontade (cap. I). Agostinho prossegue mostrando que todo pecado surge do desejo maligno - isto é, desejo por "aquelas coisas que não podem ser possuídas sem o risco de perdê-las" (cap. II-IV). O diálogo prossegue examinando o que é o mal, e eles procuram pela origem do pecado. Adultério, assassinato e sacrilégio são investigados.
Isso leva a um debate sobre a questão de se as leis temporais são justas se não condenam todas as formas de desejo maligno; as três primeiras razões que poderiam caracterizá-las como tais são descartadas, e, finalmente, Agostinho argumenta que essas leis são justas se derivarem seus princípios da lei eterna (cap. V-VI). A lei eterna exige que "tudo seja ordenado no grau mais elevado"; como aplicada à vida interior de uma pessoa e a tudo mais, devido à Providência Divina. Assim, a única razão real para o pecado seria a paixão – o desejo pelo temporário colocado antes do desejo pelo Eterno, invertendo, portanto, a ordem das coisas como deveriam ser.
Uma vez que essa é a ordem natural das coisas, não é possível que a razão seja subjugada pelo desejo, a menos que ela voluntariamente se submeta, caso em que o pecador é digno de punição (cap. VII-XIV).
Na segunda parte, eles discutem o status do homem em relação a outros seres (ou seja, animais) e a submissão à razão - o homem sábio.
Na terceira parte, são mencionadas as quatro virtudes e os resultados de uma vida virtuosa ou pecaminosa - o último parágrafo introduz o segundo livro.

### Livro Dois
Evódio, então, objeta que a humanidade não deveria ter recebido o livre-arbítrio, se sem ele não haveria pecado nem sofrimento. Para provar que o livre-arbítrio é um bom presente, Agostinho se propõe a provar que foi dado por Deus, e a primeira etapa desse argumento exige que ele prove que Deus existe (cap. I-II).
Antecipando o cogito ergo sum de Descartes, Agostinho começa estabelecendo a existência do eu como um fato que não pode ser logicamente duvidado. Ele, então, avalia os vários modos de percepção e postula a existência de um sentido comum que coordena os dados recebidos pelos sentidos corporais. Este sentido interno é superior aos sentidos corporais, porque os julga, e a razão é superior a ambos, pela mesma razão. Se algo fosse provado existir que é superior à razão, mas inferior a nada mais, isso deve ser Deus (cap. III-VI).
Agostinho então argumenta pela existência objetiva de certas verdades imutáveis, como as regras da matemática e as regras da sabedoria. Ao contrário dos objetos percebidos pelos sentidos corporais, as verdades imutáveis podem ser percebidas por qualquer número de pessoas ao mesmo tempo e da mesma maneira. A razão humana não pode julgar a verdade e, portanto, a verdade é superior à razão (cap. VII-XIV). Isso significa que ou a própria verdade é Deus, ou, se algo mais existe que é superior à verdade, este é Deus - de qualquer forma, Deus existe. Ele reconhece que esta é uma "forma algo tênue de raciocínio", mas diz que é suficiente para a questão em questão (cap. XV).
Agostinho diz que todas as coisas boas devem vir de Deus, já que tudo que existe possui forma, e nada pode formar a si mesmo (cap. XVI-XVII). Se tudo o que foi criado por Deus é considerado um bem, então o livre-arbítrio também deve ser um bem. O fato de ser passível de uso incorreto não o desqualifica, pois as mãos, pés e olhos também podem ser usados de forma errada, mas ainda são considerados bens (cap. XVIII). Estes, no entanto, são bens inferiores, enquanto o livre-arbítrio é um bem intermediário, e só é usado corretamente quando dirigido a bens superiores a ele. O mal existe no movimento pelo qual a vontade é desviada de bens superiores para inferiores (cap. XIX-XX).

### Livro Três
Evódio pergunta se esse movimento da vontade é natural para ela, afirmando que, se fosse o caso, uma pessoa não poderia ser moralmente responsável por se desviar dos bens superiores para os inferiores. Agostinho responde que todos consideram esse movimento da vontade como algo censurável e, portanto, deve ter sua origem na própria vontade (cap. I). Em resposta a uma nova objeção de Evódio, ele argumenta que o livre-arbítrio não é invalidado pela presciência de Deus dos eventos futuros: "Deus prevê todas as coisas das quais Ele mesmo é a Causa, e ainda assim Ele não é a Causa de tudo o que prevê" (cap. II-IV).
Segue-se um excerto sobre o louvor devido a Deus por causa de sua criação, mesmo que algumas coisas pareçam imperfeitas em comparação com outras. É errado sugerir que algo poderia ter sido feito de maneira diferente, pois tudo tem seu lugar na ordem natural (cap. V). Todos desejam existir, então ninguém deve ser ingrato por ter recebido a existência (cap. VI-VIII). A ordem da criação prossegue por graus, das coisas mais elevadas às mais baixas; o mundo seria imperfeito se não contivesse almas capazes de pecar, e também não seria perfeito se o pecado não fosse equilibrado pela punição (cap. IX-XII). Toda natureza é inerentemente boa, e lamentar a imperfeição de uma natureza corrompida é louvar a própria natureza, e, portanto, louvar o seu criador (cap. XIII-XIV). Toda alma deve gratidão ao seu criador, e se não usa seus dons corretamente, merece perder sua própria felicidade (cap. XV-XVI).
Evódio, em sua última aparição no diálogo, pergunta por que algumas naturezas pecam e outras não. Agostinho repete que o livre-arbítrio é a única causa do pecado. Alguns pecados são cometidos por ignorância ou fraqueza, mas esses defeitos são eles próprios dados como punição pelo pecado original. É justo que os descendentes de Adão e Eva herdem sua punição, mas a ajuda está disponível para quem quiser aceitá-la (cap. XVII-XIX). Agostinho discute aqui várias teorias sobre a origem da alma (cap. XX-XXI).
Ao afirmar que as almas humanas são capazes, com a ajuda de Deus, de alcançar a perfeição, Agostinho antecipa uma objeção relativa à morte prematura de crianças, que não têm a oportunidade de acumular mérito ou culpa. Ele sugere que crianças batizadas antes da morte podem ser salvas pela fé de seus parentes, e que seus sofrimentos podem ser necessários para inspirar seus pais a se voltarem para Deus. Sobre a questão relacionada ao sofrimento animal, Agostinho diz que, ao observar a aversão dos animais à dor, a humanidade ganha uma compreensão maior de que toda a criação busca a unidade (cap. XXII-XXIII).
Por fim, Agostinho explica que, embora Adão tenha cometido loucura ao pecar, ele não foi criado com uma natureza insensata, mas existia antes da queda em um estado intermediário entre a insensatez e a sabedoria (cap. XXIV). A queda de Satanás ocorreu devido ao orgulho, e novamente não pode ser atribuída a Deus (cap. XXV). O livro termina afirmando a inutilidade dos prazeres temporais em comparação com a alegria da comunhão eterna com Deus.

## Influência
A partir do ano 411, Agostinho se envolveu em uma acirrada disputa com o monge britânico Pelágio, que ensinava que era possível levar uma vida boa e alcançar a salvação apenas pelo uso correto do livre-arbítrio, sem qualquer assistência direta de Deus. Em sua obra De natura, Pelágio citou De libero arbitrio para apoiar essa doutrina. Naquela época, no entanto, Agostinho já considerava a graça divina como central em sua teologia e acreditava que as visões de Pelágio eram incompatíveis com as suas próprias. Em De natura et gratia, ele afirmou que Pelágio o citara fora de contexto e tentou esclarecer seu significado. Em uma obra posterior, Retractationes, escrita por volta de 427, ele novamente insistiu que certas citações de Pelágio de De libero arbitrio estavam sendo mal interpretadas:

Nessas e em declarações semelhantes que fiz, não aludi explicitamente à graça de Deus, uma vez que este não era o assunto da investigação; assim, os pelagianos supõem, ou podem supor, que eu estava de acordo com suas visões. Mas eles pensam isso em vão ... A menos que a vontade seja libertada pela graça de Deus do cativeiro pelo qual se tornou escrava do pecado ... os homens mortais não podem viver corretamente e piedosamente.
Estudiosos modernos não se convencem com a alegação de Agostinho de que o argumento de De libero arbitrio é consistente com seus escritos posteriores, encontrando que a obra realmente apresenta fortes semelhanças com a doutrina pelagiana. Por outro lado, há indícios ocasionais dentro dela de algumas das ideias sobre graça que eventualmente desempenhariam um papel muito maior no pensamento agostiniano.
Tomás de Aquino, escrevendo no século XIII, foi fortemente influenciado pela filosofia política de Agostinho. A discussão de Tomás sobre "o poder da lei humana" em sua Summa Theologica contém várias citações do Livro Um de De libero arbitrio, incluindo: "Uma lei que não é justa parece não ser uma lei de forma alguma."